# Am laufenden Band

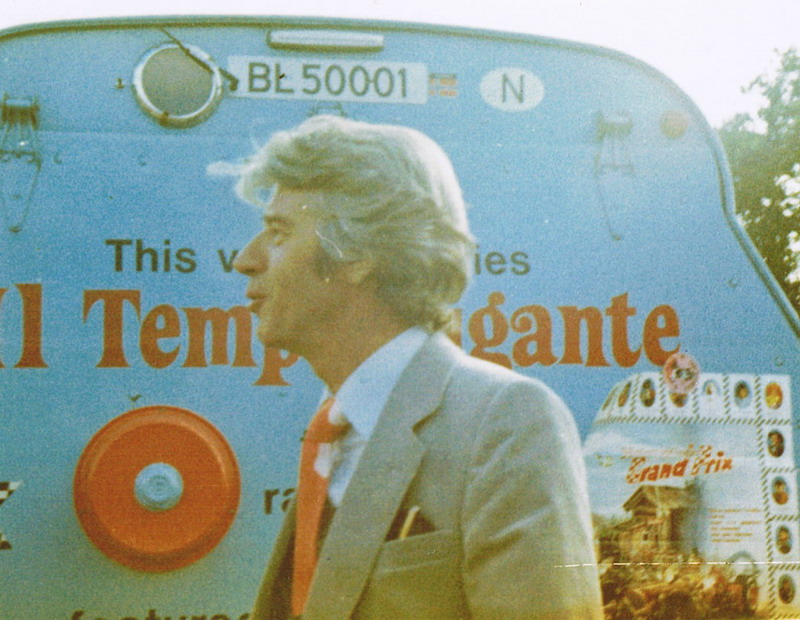
Rudi Carrell (1976)

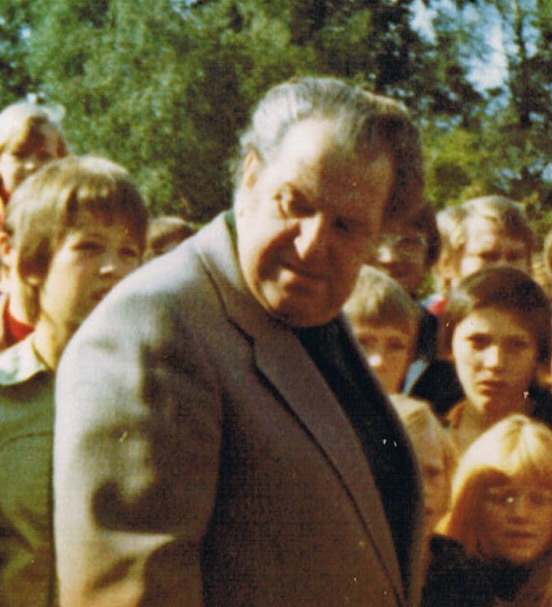
Heinz Eckner (1976)

Am laufenden Band war eine der beliebtesten Unterhaltungsshows der 1970er Jahre im deutschen Fernsehen. Sie folgte der Rudi Carrell Show und wurde wie diese von Rudi Carrell präsentiert.

## Vorgeschichte
Carrell gefiel die erfolgreiche Show des niederländischen Fernsehens Een van de acht. Er hatte Hans-Joachim Kulenkampff vorgeschlagen, die Bänder zu besorgen, um eine deutsche Lizenzausgabe zu präsentieren, aber dieser interessierte sich nicht dafür.

## Ablauf
Eröffnung
Wie schon bei der Rudi Carrell Show begann Carrell auch jede Ausgabe von Am laufenden Band mit einem oft speziell komponierten Lied. In der ersten Ausgabe lautete es:

„Wir schaffen täglich am laufenden Band

fühlen uns kläglich am laufenden Band

und sind dann abends total abgespannt

das ist nichts Neues für dich und für mich.

Immer nur hetzen am laufenden Band

immer nur wetzen am laufenden Band

Man steckt am liebsten den Kopf in den Sand

das ist nichts Neues für dich und für mich

Doch heut’ sag ich Stopp mit dem Galopp

Und habe als Argument:

Dramen gibt es viele, wie auch Trauerspiele

Und wer möchte nicht ein Happyend?

Man kann doch auch lachen am laufenden Band

Und Blödsinn machen am laufenden Band

Heut’ gibt’s was Neues und ich bin mal gespannt

Es gibt Verwandte am laufenden Band

Und was gibt’s noch?

Es gibt Bekannte am laufenden Band

Und was gibt’s noch?

Man kann gewinnen am laufenden Band“

Mit einer verkürzten Version von Wann wird’s mal wieder richtig Sommer? eröffnete Carrell zweimal die Show; einmal, als der Titel herauskam und dann noch einmal, als Regenwetter Anlass dazu gab.
Kandidaten
Das Spiel fand mit acht Kandidaten statt. Es handelte sich um vier Paare, wobei die Besonderheit darin bestand, dass es Verwandte aus unterschiedlichen Generationen sein mussten, beispielsweise Mutter und Sohn oder Oma und Enkelin. Dabei machte man 1976 einmal eine Ausnahme, bei der nur eineiige Zwillinge mitspielten und die Spiele darauf ausgerichtet waren.
Spiele
Drei Spielrunden dienten dazu, den Sieger zu ermitteln. In den ersten beiden Runden spielten jeweils zwei Paare gegeneinander, in der dritten Runde wurde aus den beiden Siegerpaaren ein Gewinner ermittelt.
Die ersten beiden Runden bestanden aus drei Spielen, wobei das erste stets ein Erkennungsspiel war. Zumeist musste von jedem Paar ein Spieler das Verhalten seines Partners vorhersagen, manchmal musste er ihn auch erkennen, beispielsweise am Händeschütteln. Beim zweiten Spiel gab es etwas zu erraten, und beim dritten Spiel mussten die Spieler selber in Aktion treten. Diese Leistung wurde mit Punkten bewertet, wobei 1, 2, 3 und 4 Punkte jeweils einmal vergeben wurden. Dafür war in den ersten Sendungen ein prominenter Gast zuständig, mit dem das Spiel verbunden war. Später ging man dann auf eine Bewertung durch das Publikum über, wozu jeder Sitzplatz mit einem Taster ausgestattet war.
Die dritte Runde bestand zunächst aus zwei Spielen, aus dem ein Paar als Sieger hervorging. Wer von den beiden dann Gewinner des Abends wurde, entschieden drei Fragen zur Tagesschau, die von einem prominenten Gast vorgetragen wurden. In der ersten Ausgabe handelte es sich um Karl-Heinz Köpcke, der die Tagesschau vor der Sendung gesprochen hatte und anschließend nach Bremen ins Studio geeilt war. Die Kandidaten hatten dazu gemeinsam die Tagesschau gesehen. Während des deutschen Herbsts 1977 wurde das Tagesschau-Spiel vorübergehend aus der Show genommen, weil die Tagesschau zeitweise fast nur aus Terrorismus-Berichten bestand, die für eine Unterhaltungsshow nicht geeignet erschienen.
Das laufende Band
Der Gewinner durfte in einem asiatischen Korbstuhl Platz nehmen und die Gegenstände betrachten, die auf dem Förderband vor ihm passierten. Anschließend hatte der Gewinner 30 Sekunden Zeit, möglichst viele der Gegenstände aufzuzählen. Anschließend wurde eine Tonbandaufnahme davon abgespielt, damit die Mitarbeiter im Hintergrund genügend Zeit hatten, um die geratenen Preise herauszusuchen und auf die Bühne zu bringen.
Preise
Es gab symbolische und tatsächliche Preise, wobei mitunter nicht zu erkennen war, worum es sich handelte. Carrell erklärte stets die symbolischen Preise. In jeder Sendung war ein Würfel mit einem Fragezeichen dabei, der für einen Überraschungspreis in Höhe bis zu 5.000 DM stand.
Die vorher ausscheidenden Paare bekamen Trostpreise, wobei es sich zeitweise um ein Essen für die ganze Familie handelte, was die Idee einer generationsübergreifenden Show ebenfalls unterstreichen sollte.

## Arbeitsweise
Die Bremer sechs Tage
Wenn am Samstag die Sendung ausgestrahlt wurde, fand sich das gesamte Team einschließlich des Beraters Leslie Roberts am Montag in Bremen ein. Sie sprachen dabei von den Bremer sechs Tagen. Veränderungen konnten bis zum Schluss stattfinden, selbst nach der Generalprobe kam es vor, dass ein Spiel beim Publikum nicht ankam und deswegen ausgewechselt wurde. Auch konnten die Kulissen noch bis zum Schluss verändert werden, wobei sich die Mitarbeiter von Radio Bremen immer als sehr flexibel erwiesen.
Live-Ausstrahlung
Am laufenden Band wurde üblicherweise live ausgestrahlt. Eine Ausnahme machten die Silvestersendungen, welche man eine Woche vorher aufzeichnete.
Veränderungen
Die Sendungen fanden zunächst alle in der gleichen Kulisse statt. Nach 25 Folgen fand Carrell, dass ihm bei dem Anblick keine neuen Spiele mehr einfallen. So ging man ab Episode 27 auf Themen über, etwa Campingplatz oder Bauernhof. Das laufende Band passte man der Kulisse an, beim Thema Schloss gab es statt des Bands Menschen, die die Preise am Kandidaten vorbeitrugen.

## Team
Cornelis op den Zieken
 Wie von der Rudi Carrell Show bekannt, hatte Cornelis op den Zieken (1922–1994) die musikalische Leitung. Er trat mit einem kleinen Orchester in der Show auf. Einige Lieder sang Rudi Carrell aber im Vollplayback-Verfahren ohne Orchester.
Heinz Eckner
Den seit 1968 an jeder Ausgabe der Rudi Carrell Show mitwirkenden Heinz Eckner übernahm Rudi ebenfalls. Er wurde sein Assistent, der die Kandidaten begleitete, den Punktezwischenstand verkündete und auch bei einigen Spielen mitmachte. Der Name Eckner ist damit genauso untrennbar mit Am laufenden Band verbunden wie Carrell. Eckner sagte über die Zusammenarbeit:

„Ich habe mit ihm zwölf Jahre zusammengearbeitet. Wir waren Kollegen, aber keine Freunde.“

Marijke Amado
Ab Folge 38 wirkten drei Assistentinnen mit; eine davon war Marijke Amado, die damit ihre Fernsehkarriere begann.
Leslie Roberts
Carrells Berater Leslie Roberts wurde auf Kosten des WDR vor jeder Sendung eingeflogen. Er war bei den Besprechungen dabei, die deswegen auf Englisch abgehalten wurden, und brachte neue Ideen mit.
Alfred Biolek
Carrell lernte Alfred Biolek bei der Bavaria kennen, als dieser – erfolglos – versuchte, den niederländischen Komiker Seth Gaaikema in Deutschland bekannt zu machen. In der Sendung Samstagabend mit Seth war Carrell als Sketchpartner eingeladen, sprach bei dieser Gelegenheit Biolek auf seinen Wechsel zum WDR an und fragte, ob er nicht sein Konzept zur neuen Spielshow dort vortragen wolle. Biolek wurde dann der Produzent von Am laufenden Band. Als er 1978 seine eigene Show Bio’s Bahnhof bekam, gab er diese Funktion wieder ab.
Thomas Woitkewitsch
Bei der Bavaria lernte Carrell auch Thomas Woitkewitsch kennen. Dieser hatte für Samstagabend mit Seth den Titel Was ist mit mir geschehen, ich kann kein Bier mehr sehen geschrieben, was der passionierte Biertrinker Carrell als faszinierende Vorstellung empfand. So wurde Woitkewitsch Texter für viele Carrell-Lieder und zum wichtigsten Mitarbeiter von Am laufenden Band.
Woitkewitsch war es, der den Titel Am laufenden Band für die neue Show vorschlug. Seine wichtigste Aufgabe war es, durch das Land zu reisen und aus den zahlreichen Bewerbungen geeignete Kandidaten auszuwählen. Zunächst tat er dies gemeinsam mit Biolek, nach dessen Fortgang schlug man ihm einen neuen Mitarbeiter vor, er hielt es aber für besser, diese wichtige Aufgabe alleine zu übernehmen. Eine sorgfältige Auswahl der Kandidaten hielten alle Beteiligten am allerwichtigsten für das Gelingen der Show.
Dieter Krap
Dieter Krap war ein besonders engagierter Mitarbeiter, der selbst unmöglich scheinende Aufgaben bewältigte:

„Würde ich ihm sagen: Dieter, ich brauche für die drei Fragen aus der Tagesschau die holländische Königin, dann ist er imstande, in seinen Wagen zu springen, nach Holland zu fahren, an der Vordertür des Palastes zu läuten und, wenn die Königin aufmacht, zu sagen:
 Gnädige Frau, ich habe eine Überraschung für Sie. Sie dürfen in der Carrell-Show auftreten!“

Krap wurde nach Bioleks Weggang der Produzent der Show.
Kurt Felix
Da Am laufenden Band mit Beteiligung von SRG und ORF stattfand, unterstützte Kurt Felix die Kandidatensuche in der Schweiz.
Dieter Pröttel und Ekkehard Böhmer
Da es ganz besonders als Regisseur nervenraubend war, mit Carrell zusammenzuarbeiten, gestaltete es sich schwierig, dafür eine talentierte Besetzung zu finden. Schließlich einigten sich Dieter Pröttel und Ekkehard Böhmer darauf, abwechselnd Regie zu führen.

## Besondere Ereignisse
Muhammad Ali
Carrell hielt Muhammad Ali für einen großen Entertainer und hatte schon seit längerem versucht, ihn in irgendeiner Form in seiner Show unterzubringen. In Folge 20 gelang dies spektakulär. Einige Tage vor der Sendung fand ein 24-minütiger Show-Boxkampf mit den Kandidaten und Carrell als Ringrichter statt, der auf 18 Minuten gekürzt in der Show ausgestrahlt wurde. Carrell hielt dies rückblickend für den Höhepunkt seiner Karriere.
Rod Hull
In zwei Ausgaben war der britische Komiker Rod Hull mit seiner Handpuppe, einem Emu, zu Gast. Dabei spielte er seine Puppe derart perfekt, dass der Eindruck erweckt wurde, es handele sich um ein eigenständig handelndes Lebewesen.
Andrea Jürgens
In der Silvesterausgabe 1977 hatte Andrea Jürgens ihren ersten Fernsehauftritt mit dem Titel Und dabei liebe ich euch beide. Dabei wurde sie von Evelyn Hamann ins Bett gebracht und begann anschließend zu singen. Ihr Produzent Jack White hatte zuvor erfolglos versucht, Andrea im Fernsehen unterzubringen. Rudi Carrell wollte die Sängerin exklusiv haben, was White problemlos zusagen konnte.

## Besondere Kandidaten
Schwester Renata
In Folge 10 gefiel Carrell der Auftritt der Ordensschwester Renata aus Passau besonders gut. Deswegen entschied er, auf die Tagesschau-Fragen zu verzichten, sie ans laufende Band zu setzen und ihrer Mitspielerin einfach die gleichen Preise zu geben.
Renate Delfs
Die Kandidatin Renate Delfs der Folge 25 begann nach ihrem Auftritt eine Karriere als Schauspielerin und veröffentlichte sogar eine Single mit Carrell.
Jörg Knör
Den Kandidaten Jörg Knör hielt Carrell für einen vielversprechenden Nachwuchskünstler. Carrell ließ ihn mit seinen 15 Jahren an der Sendung teilnehmen und schummelte ein wenig bei der Altersangabe, da er eigentlich zu jung für die Sendung war. Er durfte bei weiteren Ausgaben hinter den Kulissen dabei sein und startete dann eine Fernsehkarriere.

## Resonanz
Kritiker
Am laufenden Band bekam viel Lob von den Kritikern. Alfred Biolek sagte dazu: „Das war einmalig in Deutschland, denn immer wenn die Quoten so hoch waren wie bei Am laufenden Band, dann hagelt es so gut wie immer Verrisse. Aber bei Rudis Show überschlug sich die Presse geradezu: Die FAZ, die Zeit, die Süddeutsche, alle waren begeistert.“
Fernsehpreise
1974 wurde Carrell der Preis Goldener Bildschirm verliehen. Im Februar 1975 bekam er die Goldene Kamera, den Preis einer Fachjury der Zeitschrift Hörzu. Deren Leser stimmten zudem noch mit einer halben Million eingesandter Postkarten über einen Publikumspreis ab, den Carrell ebenfalls erhielt – an zweiter und dritter Stelle folgten Hans Rosenthal mit Dalli Dalli und Wim Thoelke mit Der große Preis. In den Jahren 1975, 1979 und 1980 bekam Carrell jeweils einen Bambi.

## Eén van de Acht
Lizenz
Das Original Eén van de Acht wurde im Juni 1969 von dem jungen VARA-Fernseh-Mitarbeiter Theo Uittenbogaard während einer Brainstorming-Sitzung konzipiert, mit dem Leiter der VARA-Unterhaltungsabteilung und Mies Bouwman, die die Show präsentieren solle. Nach dem großen Erfolg in den Niederlanden wollte Rudi Carrell die Spielshow für das deutsche Fernsehen importieren. Carrell schlug Bouwman vor, sie solle 10.000 DM Lizenzgebühr verlangen, der WDR brauche die Show und werde es bezahlen. So kam es dann, wobei man sich auf den Standpunkt stellte, nur die ersten 20 Ausgaben übernahmen die Originalspiele, so dass man die Zahlungen dann einstellte, mit dieser Ansicht aber vor Gericht keinen Erfolg hatte.
The Generation Game
Für Bouwman war es die erste Show, die sie ins Ausland verkaufen konnte. Die Show lief in Großbritannien von 1971 bis 1982 als The Generation Game, der Titel betonte, dass die Kandidatenpaare aus unterschiedlichen Generationen zusammengesetzt waren. Es kam auch zu Lizenzausgaben in Italien und Spanien.
Original
Eén van de Acht lief von 1969 bis 1973 bei der VARA. Bei der Idee, am Ende der Show die Preise auf einem Fließband am Kandidaten vorbeilaufen zu lassen, hat sie sich durch Die Rudi Carrell Show inspirieren lassen, als sie in einer Fabrik spielte und ein Fließband dazu genutzt wurde, Gegenstände zu präsentieren – was 1963 in einer niederländischen und drei Jahre später in einer deutschen Ausgabe vorkam. Damals transportierte das Fließband verschiedene Gegenstände und Carrell sang zu jedem etwas passendes und nannte es Schlager am laufenden Band. Rudi Carrell hielt Mies Bouwman für eine herausragende Moderatorin. Sie hielt die Kandidatenauswahl ebenfalls für wichtig:

„Ich habe alle Kandidaten persönlich ausgesucht, das habe ich niemand anderem überlassen. Ich habe zuerst zwei Screentests mit ihnen gemacht und dann noch mal Leute aus meinem Team zu ihnen geschickt, um eine weitere Meinung einzuholen. Das war natürlich eine enorme Arbeit, das selbst zu machen, aber es lohnte sich definitiv.“

Mies Bouwman war Gast der neunten Ausgabe von Am laufenden Band.
Rudi Carrell hatte an den Vorgaben nur sehr wenig geändert, auch das Fragezeichen als Überraschungspreis gab es bereits in Eén van de Acht. Der größte Unterschied bestand in den Fragen der letzten Runde. Im Original wurde die Allgemeinbildung überprüft, was mit einer Studioverdunkelung vonstattenging, zu welcher der Ausspruch Licht uit – Spot aan gehörte. Carrell hielt nichts von einem Quiz und hat deswegen nur überprüft, ob sich die Kandidaten an die Tagesschau erinnern konnten, die sie unmittelbar vor der Sendung gesehen hatten. Und der Spruch Licht aus – Spot an gehörte schon zu Ilja Richter und seiner Musiksendung Disco, weswegen er nicht übernommen werden konnte.

## Merchandising
Um die Jahreswende 1974/75 herum erschien in der Hörzu unter dem Titel Spiel mit mir! eine Rubrik, in der Carrell Spiele vorstellt, aus der dann das Buch Spielen mit Rudi Carrell entsteht. Von ASS erscheint außerdem ein Brettspiel mit dem Titel Am laufenden Band mit einer Startauflage von 100.000 Exemplaren.

## Neuauflage
Die Post geht ab
1993 kam es zu einer Wiederauflage unter dem Titel Die Post geht ab!.
Florian Silbereisen
Am 2. Dezember 2006 lief ein einmaliges Remake der Sendung zu Ehren des kurz zuvor verstorbenen Rudi Carrell in der ARD sowie im ORF. Es wurde von Florian Silbereisen moderiert.
Jörg Pilawa
Anlässlich des 80. Geburtstages von Rudi Carrell wurde am 22. Dezember 2014 eine Neuauflage mit Jörg Pilawa im NDR Fernsehen ausgestrahlt. Die generationenübergreifenden Paare waren allerdings prominent. Mit dabei waren Ben Becker und seine Tochter Lilith, Oliver Pocher und sein Vater Gerhard, Désirée Nosbusch und ihre Tochter Luka Kloser sowie Bettina Tietjen und ihre Tochter Pia. Ehrengast der Pilotepisode war die Tochter von Carrell, Annemieke Kesselaar. Als Spezialgast trat Judith Rakers auf.
| Ausgabe | Datum         | Zuschauer Gesamt | 14 bis 49 Jahre | Marktanteil Gesamt | 14 bis 49 Jahre | Quelle |
| ------- | ------------- | ---------------- | --------------- | ------------------ | --------------- | ------ |
| 1       | 22. Dez. 2014 | 1,26 Mio.        | 0,15 Mio.       | 3,9 %              | 1,3 %           | [ 7 ]  |

## Liste der ARD-Ausstrahlungen
| Folge | Datum      | Wochentag | Oberthema            | Gäste |
| ----- | ---------- | --------- | -------------------- | --- |
| 01    | 27.04.1974 | Sa        | –                    | Theo Lingen, Heinz Schenk, Ilja Richter, Roy Black, Peter Alexander (am Telefon), Miriam Frances, Alfredo Smaldini |
| 02    | 25.05.1974 | Sa        | –                    | Jürgen Marcus, Ivan Rebroff, Peter Frankenfeld, Karl-Heinz Köpcke |
| 03    | 22.06.1974 | Sa        | –                    | Barbara Stromberger, Harald Leipnitz, Rudi Michel, Andrea Rau |
| 04    | 27.07.1974 | Sa        | –                    | Luise Ullrich, Peer Schmidt, Reinhard Mey, Ernst H. Hilbich |
| 05    | 07.09.1974 | Sa        | –                    | Maxl Graf, Willy Millowitsch, Die Dorados, Hans Jürgen Diedrich, Friedrich Nowottny, Uri Geller, Petra Schürmann, Peggy March, Celine Hession Dancers |
| 06    | 05.10.1974 | Sa        | –                    | Jaime de Mora y Aragón, Ernst H. Hilbich, Cornelia Froboess, Paul Hubschmid, Jo Bolling, Lill Lindfors |
| 07    | 02.11.1974 | Sa        | –                    | Mary Roos, Tina York, Herman van Veen, Robert Lembke |
| 08    | 30.11.1974 | Sa        | –                    | The Nitwits, Les Humphries Singers, Black Theatre Prague, George Carl, Hans Jürgen Diedrich, Hanns Joachim Friedrichs |
| 09    | 18.01.1975 | Sa        | –                    | Klaus Havenstein, Telly Savalas, Erik Ode, William Conrad, Jörg Knör (als Kandidat) |
| 10    | 15.02.1975 | Sa        | –                    | Jacob Sisters, Alice und Ellen Kessler, Roberto Blanco, Peter Kraus |
| 11    | 15.03.1975 | Sa        | –                    | Horst Jankowski, Helga Feddersen, Klaus Kinski, Margot Werner, Rainer Brandt, Schnuckenack Reinhardt, Maria Schell, Else Schmitt, Mohammed Ghalamkarizadeh (als Kandidat) |
| 12    | 12.04.1975 | Sa        | –                    | Dieter Thomas Heck, Teach-In, Joy Fleming, Max Wall, Rainer Basedow, Uschi Glas, Ingrid van Bergen, Wolfgang Völz |
| 13    | 17.05.1975 | Sa        | –                    | Claudia Doren, Christian Anders, Chris Howland, Rod Hull und sein Emu, Heidi Kabel, Heidi Mahler, Werner Riepel, Renate Bauer |
| 14    | 28.06.1975 | Sa        | –                    | Inge Meysel, Ernst H. Hilbich, Joan Rhodes, Stewart Granger, Peter Merseburger, Rupert König (als Kandidat) |
| 15    | 20.09.1975 | Sa        | –                    | Michael Schanze, Lena Valaitis, Alfred Biolek, Mike Krüger, Heinz Schenk, Freddy Quinn, Rainer Werner Fassbinder, Lou van Burg |
| 16    | 01.11.1975 | Sa        | –                    | Roberto Blanco, Anja Hauptmann, Brigade US Army, Jonny Buchardt, George Baker Selection, Hellmut Lange, Mario Adorf, Emil Obermann, Kris Kremo |
| 17    | 06.12.1975 | Sa        | –                    | Twiggy, Kurt Felix, Ursela Monn, Ira von Fürstenberg, Raimund Harmstorf, Marina Langner, The Cooper Sisters, Hansjörg Felmy |
| 18    | 27.03.1976 | Sa        | –                    | Helga Feddersen, Rosi Mittermaier, Mildred Scheel |
| 19    | 25.04.1976 | So        | –                    | Felix Dvorak, Curd Jürgens, Cornelia Froboess, Roberto Blanco |
| 20    | 22.05.1976 | Sa        | –                    | Kurt Schmidtchen, Supremes, Heidelinde Weis, Muhammad Ali, Karin Tietze-Ludwig, Ernst-Dieter Lueg |
| 21    | 19.06.1976 | Sa        | –                    | Friedrich Schönfelder, Marie-Louise Steinbauer, Dietmar Schönherr, Vivi Bach, The Cooper Sisters, Reinhard Münchenhagen, Rex Gildo, Jeanette Charles |
| 22    | 28.08.1976 | Sa        | –                    | Jürgen Drews, Margot Werner, Gunther Philipp, Andrea Rau, Vicky Leandros, Nico Haak, Karl Dall, Dagmar Berghoff |
| 23    | 25.09.1976 | Sa        | –                    | Mircea Krishan, Michel Fugain, Edith Hancke, Eberhard Schoener, Veit Relin, Heidi Brühl, Horst Janson |
| 24    | 23.10.1976 | Sa        | –                    | Inge Meysel, Stephan Sulke, Wolfgang Völz, Berti Vogts, Jupp Kapellmann, Karl-Heinz Rummenigge, Sepp Maier, Christine Schuberth, Felix Dvorak, Josef Stingl |
| 25    | 20.11.1976 | Sa        | –                    | Marcel Marceau, Frank Elstner, Carlheinz Hollmann, Jochen Richert, Renate Delfs (als Kandidatin) |
| 26    | 18.12.1976 | Sa        | –                    | Barbara Valentin, Karl Dall, Heinz Schenk, Silver Convention, Chris Roberts, Die Vielharmoniker |
| 27    | 02.04.1977 | Sa        | Bahnhof              | Edith Hancke, Eberhard Cohrs, Gotthilf Fischer, Lynsey de Paul, Mike Moran, Ingrid Steeger, Pierre Richard, Rod Hull und sein Emu, Heinz Rühmann |
| 28    | 30.04.1977 | Sa        | Fußgängerzone        | Patrick Bach (als kleiner Junge bei einem Spiel), Dickie Henderson, Hans-Jürgen Bäumler, Hans-Werner Olm, Udo Lindenberg, Horst Tappert, Karl Holzamer |
| 29    | 28.05.1977 | Sa        | Park                 | Felix Dvorak, Ralph Heid, Curd Jürgens, Dagmar Wöhrl |
| 30    | 25.06.1977 | Sa        | Kreuzfahrtschiff     | Helen Vita, Karl Dall, Jochen Brauer, Jerry Lewis, Alfred Biolek |
| 31    | 20.08.1977 | Sa        | Campingplatz         | Achim Strietzel, Barbara Schöne, Costa Cordalis, Dietrich Thurau, Roger Moore, Helga Feddersen, Karl Ravens |
| 32    | 17.09.1977 | Sa        | Straße               | Terence Hill, Bueno de Mesquita, Wencke Myhre, Carolin Reiber, Max Schautzer, Sonja Kurowsky, Wilhelm Wieben, Georg Thomalla |
| 33    | 15.10.1977 | Sa        | Theater              | Horst Katzor, Horst Buchholz, Evelyn Opela, Felix Dvorak, Udo Jürgens, Judy Cheeks |
| 34    | 12.11.1977 | Sa        | Kaufhaus             | Klaus Havenstein, Cindy und Bert, Harry Belafonte, Isabelle Adjani, Jacques Dutronc, Siegfried Rauch |
| 35    | 31.12.1977 | Sa        | Anno dazumal         | Klaus Fischer, Karl-Heinz Köpcke, Gabriele Hoffmann, Andrea Jürgens, Robert Lembke, Anneliese Fleyenschmidt, Hans Sachs, Annette von Aretin, Guido Baumann, Bueno de Mesquita, Julius Hackethal, Karel Gott, Ruth-Maria Kubitschek, Horst Frank, Ernst H. Hilbich, Nastassja Kinski                                        |
| 36    | 18.02.1978 | Sa        | Büro                 | Britt Ekland, Jürgen Drews, ABBA, Vlado Stenzel, Friedrich Schütter, C-3PO, Dave Parker |
| 37    | 01.04.1978 | Sa        | Kurort               | Felix Dvorak, Hans Jürgen Diedrich, Manhattan Transfer, Frank Zander, Hans-Jürgen Wischnewski |
| 38    | 13.05.1978 | Sa        | Flughafen            | Tana Schanzara, Frank Strecker, Anni Anderson, Harlem Globetrotters, Evelyne Kraft, Friedrich Schönfelder |
| 39    | 02.09.1978 | Sa        | Bauernhof            | Edith Hancke, Bud Spencer, Diether Krebs, Dirch Passer, Beate Habetz, Gerd Wiltfang, Wilfried Peffgen, Walter Kusch, Hansjörg Felmy, Willy Semmelrogge, Josef Ertl |
| 40    | 30.09.1978 | Sa        | Hotel                | Beppo Brem, Ajda Pekkan, Grit Boettcher, Harald Juhnke, Elke Sommer, Hardy Krüger, Alfonso von Hohenlohe |
| 41    | 28.10.1978 | Sa        | Klassenzimmer        | Gustav Knuth, Benny Schnier, Zachi Noy, Olivia Pascal, Helga Feddersen, Dieter Hallervorden, Volker Hauff, Mircea Krishan, Raimund Harmstorf |
| 42    | 25.11.1978 | Sa        | Kneipe               | Felix Dvorak, Roberto Blanco, Annemarie Renger, Marlène Charell |
| 43    | 23.12.1978 | Sa        | Weihnachtsmarkt      | Bueno de Mesquita, Boney M., Karl Dall, Mummenschanz Maskentheater, Julia Migenes, Vader Abraham |
| 44    | 03.02.1979 | Sa        | Fabrik               | Bueno de Mesquita, Werner Enke, Thomas Gottschalk, Torfrock, Klaus Havenstein, Margot Kidder |
| 45    | 03.03.1979 | Sa        | Schloss              | Ernst H. Hilbich, Vicky Leandros, Walter Giller, Ruth-Maria Kubitschek, Hellmut Lange, Mary Roos, Kevin Keegan |
| 46    | 07.04.1979 | Sa        | Circus               | Edith Hancke, Alexandrow-Ensemble, Louis de Funès |
| 47    | 26.05.1979 | Sa        | Strand               | Irene Mann, Charles Wilp, Horst Wendlandt, Susanne Erichsen, Hans Jürgen Diedrich, Ute Willing |
| 48    | 29.09.1979 | Sa        | Sportplatz           | Samy Molcho, Rainer Brandt, Egon Müller, Sepp Maier, Richard Kiel |
| 49    | 27.10.1979 | Sa        | Rummelplatz          | Heidi Kabel, Emil Steinberger |
| 50    | 24.11.1979 | Sa        | Tausendundeine Nacht | Karl Dall, Herb Alpert, Klaus Havenstein, Ina Prinzessin zu Hohenlohe, Victoria Prinzessin von Sachsen-Coburg, Jutta Prinzessin von Preußen, Anna-Luise Prinzessin von Sachsen-Anhalt, Karl-Heinz Köpcke |
| 51    | 31.12.1979 | Mo        | Silvesterparty       | Dirch Passer, Bueno de Mesquita, Edith Hancke, Roberto Blanco, Geschwister Hull (Tanzpaar, Osnabrück), Horst Jankowski, Paul Kuhn, Cedric Dumont, Horst Fischer, Dieter Reith, Günter Fuhlisch, Werner Müller, Heinz Schönberger, Felix Dvorak, Thomas Woitkewitsch, Valentin Polcuch (Schriftsteller und Fernsehkritiker) |

Quellen u. a.: Online-Archiv der Wiener Arbeiter-Zeitung, Sichtung der Originalsendungen bei Einsfestival 2013/2014.